# تهبا-تسکا
تهبا-تسکا (به لاتین: Thaba-Tseka) شهری در ناحیه تهبا-تسکا کشور لسوتو است. این شهر مرکز ناحیه تهبا-تسکا و یکی از حوزه‌های انتخاباتی لسوتو به شمار می‌آید.طبق سرشماری سال ۲۰۱۶، جمعیت تهبا-تسکا حدود ۱۵٬۲۴۸ نفر بوده‌است.